# 만기사
만기사(萬奇寺)는 경기도 평택시 진위면 무봉산에 있는 사찰이다. 942년에 창건된 사찰이다.

## 설명
만기사는 대한불교조계종이 관리하는 절으로 고려의 황제인 태조에 최측근 신하인 남대사가 창건한 사찰이다. 조선의 황제인 세조는 만기사에서 물을 마셨는데 이물의 맛이 좋아 만기사의 샘 이름을 감로천(甘露泉)이라고 지어주었디. 세조의 명으로 중장한 바가 있으며 만기사에 존재하는 이우물을 임금이 마신 물이라 하여 만기사 어정(萬奇寺 御井)이라고 마을 사람들이 불렀다. 현재의 절은 19세기 말에 지어진 것이며 1972년에 혜송(慧松)이 삼각각, 요각사, 대웅전, 요사를 세웠고 1974년에 서요사를 추가로 증축하였다. 1979년에 동요사가 화재로 인하여 불타 없어지자 이듬해에 동요사가 있던 자리를 더 크게 확장하여 지금에 이르고 있다. 현존하는 건물로는 대웅전, 삼성각·요사 2동이 있으며 이중에서 대웅전은 1993년에 새로 지은 건물이다. 대웅전 안에 있는 평택 만기사 철조여래좌상은 1972년 7월 22일에 대한민국의 국보로 지정되어서 소중한 문화재로 보호받고 있다. 육계가 높고 어깨가 넓어 안정감을 주는 불상으로 수인은 항마촉지인을 하고 있다. 떨어져나간 손과 팔은 경내에 별도로 보관되어 있고 전체적으로 불상의 비례가 돋보이나 팔과 손은 새롭게 제작된 것이다.

## 같이 보기
- 절
- 불교